# Інгві Мальмстін
Ларс Йо́ганн І́нґві Ла́ннербек Ма́льмстін (швед. Yngwie Malmsteen, повне ім'я, швед. Lars Johan Yngve Lannerbäck Malmsteen; нар.30 червня 1963) — шведський гітарист i композитор.

## Біографія
Народився 30 червня 1963 року в сім'ї полковника шведської армії. З дитинства захоплювався класичною музикою, а згодом і рок-музикою. За словами самого Інгві, грати на гітарі почав раніше ніж ходити. Перша електрогітара Інгві було подарована йому його матір'ю, коли йому було лише 8 років. Відразу ж почали розкриватися неабиякі здібності хлопчика до гри на гітарі. Після першого місяця тренувань, Інгві вільно награвав високошвидкісні імпровізовані соло.
У віці 13 років створює свій перший гурт за назвою Powerhouse, який проіснував 2 роки. У віці 15 років, 1978 року у Інгві з'явилася ідея щодо об'єднання класичної музики з рок-музикою. Така ідея не виявилася новаторською, оскільки Річі Блекмор вже протягом 3-х років намагався створити щось подібне.
Інгві збирає новий гурт Rising Force, що існує і зараз. Разом з цим гуртом Інгві практикується у поєднанні класики з роком, результатом чого став перший альбом гурту — Rising Force, випущений 1984 року, який відразу ж перевернув уявлення людей щодо можливостей людини: гра Інгві була просто вражаючою. Соло були настільки віртуозними, що цензори мали сумніви щодо того, що їх виконавцеві всього 21 рік.
Наступний альбом гурту Rising Force виходить у 1985 році під назвою Marching Out. Досяг 12-ї сходинки у американських чартах. Але вже взимку 1986 року виходить наступний лонгплей — Trilogy, що мав трохи комерційне звучання, та все ж вражаюче майстерний. На цьому потік творчості переривається. 22 червня 1987 Інгві потрапляє у аварію. Протягом 8 днів Інгві лежав у комі, а коли опритомнів, то виявилося, що тромб, що утворився в тілі, пригнічує рухливість правої руки Інгві, через що він не міг грати. Це означало кінець його гітаристської кар'єри. Нелюдськими зусиллями Інгві тренує себе, і йому вдається повернути собі колишню рухливість руки. Але щойно він хотів взятися за справу, як стало відомо, що у Швеції від раку померла його мати, а його колишній продюсер забрав його гроші і зник. Інгві лишився сам на сам з гітарою, бідністю і болем. Безперервно працюючи, Інгві створив маленьке диво, і навесні 1988 виходить альбом Odyssey, в якому кожну пісню вважають хітом гурту. У Американських чартах досягав топ 10. Вокальні партії виконував легендарний Джо Лінн Тернер (Joe Lynn Turner).
Через сварливий характер Інгві розпускає гурт після 20 концертів у СРСР 1989 року і починає займатися сольною творчістю.
Поза гуртом Інгві випускає 6 альбомів.
1999 року гурт Rising Force відроджується і активний донині.

## Галерея

## Дискографія
| - 1984 — Yngwie J. Malmsteen's Rising Force - 1985 — Marching Out - 1986 — Trilogy - 1988 — Odyssey - 1989 — Trial by Fire - 1999 — Alchemy - 2000 — War To End All Wars - 2002 — Attack! - 2005 — Unleash The Fury - 2008 — Perpetual Flame - 2009 — Angels Of Love - 2010 — Relentless | - 1990 — Eclipse - 1992 — Fire And Ice - 1994 — The Seventh Sign - 1995 — Magnum Opus - 1996 — Inspiration - 1997 — Facing The Animal - 1998 — Concerto Suite For Electric Guitar & Orchestra - 2000 — The Young Person's Guide To The Classic - 1983 — No Parole From Rock 'N' Roll - 1984 — Live Sentence - 1985 — Disturbing The Peace - 1986 — Dangerous Games |